# Sibylle Rieckhoff

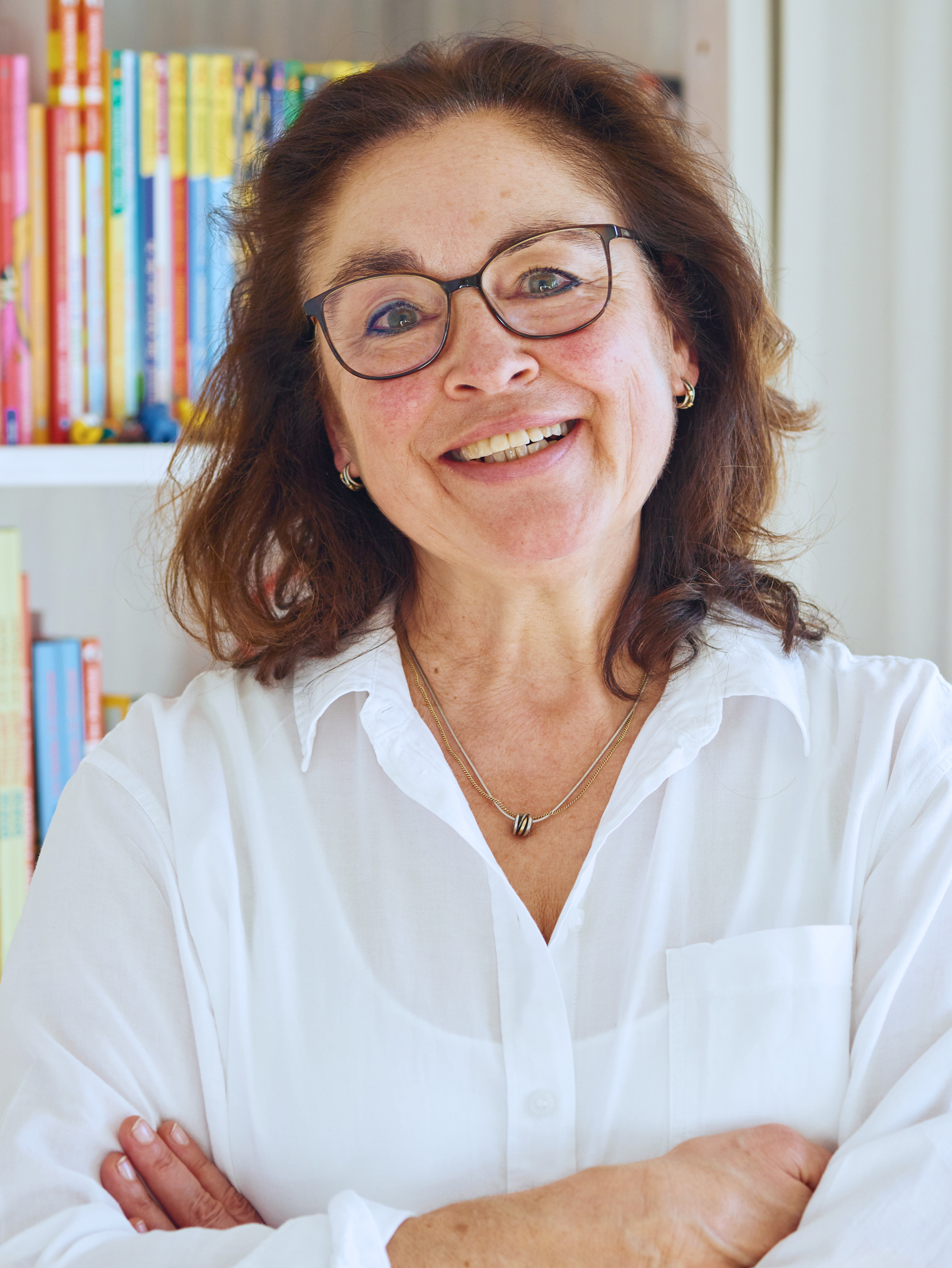
Sibylle Rieckhoff

Sibylle Rieckhoff (* 1955 in Hamburg) ist eine deutsche Kinderbuchautorin.

## Leben
Sibylle Rieckhoff studierte Illustration und war anschließend als Grafikerin und Art-Direktorin in der Werbung tätig. Im Jahr 2000 wurde ihr erstes Kinderbuch veröffentlicht. Seitdem sind über 70 Bücher bei verschiedenen Verlagen erschienen und in viele Sprachen übersetzt worden. Schwerpunkte ihrer Arbeit sind Themen, die Kinder im Alltag oder in ihrer Fantasie bewegen, vom Aufräumen bis zum Abschied nehmen. Dabei bezieht die Autorin ihre Leser gern in das Geschehen mit ein; bei vielen Geschichten können die Kinder aktiv mitmachen oder spielerisch lernen.
Sibylle Rieckhoff lebt mit ihrer Familie in Hamburg.

## Veröffentlichungen (Auswahl)
Kommissar Maus löst jeden Fall (HABA Verlag, 2017 - 2020)
- Kommissar Maus löst jeden Fall - Die Läuse sind los. HABA, Bad Rodach 2017, ISBN 978-3-86914-204-3.
- Kommissar Maus löst jeden Fall - Rotz-Alarm. HABA, Bad Rodach 2017, ISBN 978-3-86914-255-5.
- Kommissar Maus löst jeden Fall - Die Karies-Bande schlägt zu. HABA, Bad Rodach 2018, ISBN 978-3-86914-233-3.
- Kommissar Maus löst jeden Fall - Alarmstufe Wut! HABA, Bad Rodach 2019, ISBN 978-3-86914-316-3.
- Kommissar Maus löst jeden Fall – Augen auf im Straßenverkehr! HABA, Bad Rodach 2020, ISBN 978-3-86914-339-2.

Die Welt und ich (Arena Verlag, 2008 – 2010)
- Der Wald, die Tiere und ich. Arena, Würzburg 2010, ISBN 978-3-401-09578-3.
- Der Pirat, das Schiff und ich. Arena, Würzburg 2008, ISBN 978-3-401-09257-7.
- Der Ritter, die Burg und ich. Arena, Würzburg 2008, ISBN 978-3-401-09256-0.
- Die Dinosaurier, die Urzeit und ich. Arena, Würzburg 2009, ISBN 978-3-401-09401-4.
- Die Steinzeit, das Mammut und ich. Arena, Würzburg 2010, ISBN 978-3-401-09577-6.
- Der Bäcker, das Brot und ich. Arena, Würzburg 2009, ISBN 978-3-401-09399-4.

Rätselkrimi-Reihe:  Die coolen 5 – Geheime Fälle zum Mitraten (Arena Verlag, 2010 / 2011)
- Die coolen 5 – Band 1 - Das dunkle Geheimnis des Käptn Agly. Arena, Würzburg 2017, ISBN 978-3-401-50943-3.
- Die coolen 5 – Band 2 - Graf Moroi und das Schloss der Finsternis. Arena, Würzburg 2018, ISBN 978-3-401-51045-3.
- Die coolen 5 – Band 3 - Das Spiegelkabinett des siebten Magiers. Arena, Würzburg 2011, ISBN 978-3-401-09881-4.
- Die coolen 5 – Band 4 - Der schwarze Ritter und die Kammer der dreizehn Stufen. Arena, Würzburg 2011, ISBN 978-3-401-09882-1.

Fußball-Reihe für Erstleser:  Die Torjäger (Arena Verlag, 2008 – 2010)
- Die Torjäger - Band 1 – Ein Kapitän für die 3a. Arena, Würzburg 2008, ISBN 978-3-401-09301-7.
- Die Torjäger - Band 4 – Sieben Freunde für ein Tor. Arena, Würzburg 2010, ISBN 978-3-401-09489-2.
- Die Torjäger - Band 3 – Ein neuer Stürmer im Spiel. Arena, Würzburg 2009, ISBN 978-3-401-09429-8.
- Die Torjäger - Band 2 – Eine Mannschaft hält zusammen. Arena, Würzburg 2008, ISBN 978-3-401-09302-4.

Bilderbücher
- Drache Feuerschweif und das Goldgefunkel. Arena, Würzburg 2019, ISBN 978-3-401-71171-3.
- Super Neo - Das Ungeheuer in der Unterwelt. Coppenrath Verlag, Münster 2016, ISBN 978-3-649-66769-8.
- Super Neo - Die Mutprobe. Coppenrath Verlag, Münster 2015, ISBN 978-3-649-61757-0.
- Alles eingepackt! Lisa zieht um. Thienemann Verlag, Stuttgart 2013, ISBN 978-3-522-43734-9.
- Heute ist Papa-Tag. Thienemann Verlag, Stuttgart 2011, ISBN 978-3-522-43677-9.
- Gleich räum ich auf und bin gaaanz leise, versprochen! Thienemann Verlag, Stuttgart 2013, ISBN 978-3-522-43734-9.
- Bleib bloß da drin! Thienemann Verlag, Stuttgart 2008, ISBN 978-3-522-43577-2.
- Probiers mal mit Entschuldigung! Arena, Würzburg 2007, ISBN 978-3-401-50491-9.
- Mit Oma ist jetzt alles anders. Thienemann Verlag, Stuttgart 2007, ISBN 978-3-522-43555-0.
- Edgar übernimmt das Kommando. Gerstenberg Verlag, Hildesheim 2005, ISBN 978-3-8067-5071-3.
- Charlotte Wunderbar. Lappan Verlag, Oldenburg 2003, ISBN 978-3-8303-1071-6.
- Roberta und ich. Gerstenberg Verlag, Hildesheim 2002, ISBN 978-3-8067-4979-3.

Erstleser-Bücher
- Ein Fall für die Geisterjäger. Band 1 + 2. Arena Verlag 2016/2018, ISBN 978-3-401-70605-4 und ISBN 978-3-401-71186-7.
- Die Schulvampire. Band 1 – 3. Arena Verlag 2008 – 2010, ISBN 978-3-401-093970, ISBN 978-3-401-095837 und ISBN 978-3-401-097183.

Kinderbücher
- Die Eichhörnchen-Piraten - Wir knacken die Kokosnuss. Thienemann Verlag, Stuttgart 2018, ISBN 978-3-522-18466-3.
- Die Hafenbande. Ueberreuter Verlag, Berlin 2015, ISBN 978-3-7641-5051-8 (sibylle-rieckhoff.de [abgerufen am 6. April 2020]).
- Holly und das Zaubertagebuch. Band 1 + 2. Ueberreuter Verlag 2014/2015, ISBN 978-3-7641-5034-1 und ISBN 978-3-7641-5052-5.
- Bella und Joy. Ravensburger Verlag, Ravensburg 2015, ISBN 978-3-473-40123-9.
- Anna, 13, unverliebt. Ueberreuter Verlag, Berlin 2013, ISBN 978-3-8000-5725-2.
- Kommissar Lulu und das verflixte Klassenbuch. Terzio Verlag Edition Quinto, München 2007, ISBN 978-3-89835-867-5.
- Kommissar Lulu und die verschwundene Geburtstagstorte. Altberliner Verlag, Leipzig/München 2006, ISBN 978-3-86637-781-3.